# Edmond Rostand
Edmond Eugène Alexis Rostand (Marsella, 1 de abril de 1868-París, 2 de diciembre de 1918) fue un dramaturgo neorromántico francés. Es famoso por su obra sobre la figura de Cyrano de Bergerac, estrenada en París en 1897 en el Théâtre de la Porte Saint-Martin. Esta obra tuvo un importante éxito desde sus primeras representaciones y ha pervivido como un clásico del teatro francés hasta nuestros días.
La obra de Rostand se asocia con el Neorromanticismo. Sus obras románticas proporcionaban una alternativa al teatro realista popular durante el final del siglo XIX.

## Biografía
Edmond Rostand nació en el seno de una familia acomodada en Marsella donde permaneció hasta comenzar sus estudios de derecho en París. Allí se estableció posteriormente sin ejercer su profesión. En 1888 escribió su primera obra de teatro: Le gant rouge seguido de un volumen de poesía en 1890 Les musardises. Ese mismo año contrajo matrimonio con la poetisa Rosemonde Gérard. Tuvieron dos hijos Maurice Rostand en 1891 y Jean Rostand en 1894.
En 1894 presentó una comedia teatral exitosa: Les romanesques. Pero fue su obra Cyrano de Bergerac estrenada el 27 de diciembre de 1897 la que le aportó una inmensa gloria.
Su temor al fracaso con esta obra fue tal que llegó a reunir a sus actores unos minutos antes de la primera representación para pedirles perdón por haberles involucrado en una obra tan arriesgada. A partir del entreacto la sala aplaudía de pie y Rostand fue felicitado por un ministro del gobierno tras su finalización entregándole su propia medalla de la Legión de honor para felicitarle añadiendo que tan solo se está adelantando ligeramente en el tiempo con esta condecoración. La obra finalizó con veinte minutos de aplauso ininterrumpido por parte del público.
La obra retomaba el orgullo francés a través de un carismático héroe tras la pérdida militar de Alsacia-Lorena en 1870. Esta obra ha sido traducida a numerosos idiomas adquiriendo un éxito universal.
En 1915 y tras divorciarse de Rosemonde, Edmond se casó con Mary Marquet. En invierno de 1918 la epidemia de la pandemia de gripe de 1918 (que causó más de 20 millones de muertos en Europa) acabó con su vida. Está enterrado en el cementerio de Marsella.

## Otras obras
- En 1900 su nuevo drama, L'Aiglon, adquiere un éxito importante y Rostand es recompensado con un asiento en la Academia francesa en 1901.
- En 1910 su obra Chantecler constituyó un sonoro fracaso.